# Makiba no Shōjo Katori
Makiba no Shōjo Katori (яп. 牧場の少女カトリ, Макіба но сьодзьо Каторі, укр. Катрі, дівчинка з луків) — аніме-серіал, створений на студії Nippon Animation в 1984 році за мотивами роману «Пастушка, служниця і господарка» (Paimen, piika ja emäntä) фінської письменниці Ауні Нуоліваари. Є частиною серії «Кінотеатр світових шедеврів». Серіал транслювався в різних країнах, зокрема в Іспанії, Італії, Франції та Німеччині, але ніколи не демонструвався у Фінляндії.

## Сюжет
Минуло три роки відтоді, як мати Катрін виїхала на заробітки до Німеччини, залишивши свою доньку у Фінляндії з дідусем і бабусею. Фінляндія перебуває під владою Російської імперії, жителі цих земель отримують мало або взагалі ніяких новин з-за меж країни, і ніхто не знає, чи зможе Катрі знову побачити матір. Справи на фермі бабусі й дідуся Катрі йдуть погано: урожай невеликий, єдина корова була вбита ведмедем, грошей не залишилося. Катрі знаходить роботу на сусідній фермі. Для дівчинки дев'яти років це важка і виснажлива робота.

## Персонажі

### Родина Уконніемі
Катрі Уконніемі (яп. カトリ・ウコンネミ, Каторі Уконнемі)
Головна героїня. 9 років. Дівчинка, яка любить вчитися. За сімейними обставинами була змушена піти працювати пастушкою у віці дев'яти років. Серйозна і відповідальна, але трохи вперта. Своєю впертістю нагадує свого дідуся Юріса. Народилася в Тампере. Їй було 3 роки, коли помер її батько, а її матері Сарі довелося піти працювати, після чого Сара відвезла Катрі з Тампере в Парки до дідуся та бабусі. Нерозлучна зі своєю таксою Абелем, якого їй подарувала мама перед своїм від'їздом до Німеччини.
Сара Уконніемі (яп. サラ・ウコンネミ, Сара Уконнемі)
Мати Катрі. Коли Катрі було 6 років, вона поїхала працювати в Німеччину, а через війну, що почалася, зв'язок з нею пропав. Перед своїм від'їздом до Німеччини вона подарувала Катрі цуценя такси, яке дівчинка назвала Абелем.
Юріс Уконніемі (яп. ユリス・ウコンネミ, Юрісу Уконнемі)
Дідусь Катрі. Свекор Сари. Має проблеми з серцем. Упертий.
Ілда Уконніемі (яп. イルダ・ウコンネミ, Іруда Уконнемі)
Бабуся Катрі. Свекруха Сари. Добра бабуся. Має невралгію.

### Хутір Халме
Мартті Халме (яп. マルティ・ハルマ, Маруті Харума)
Друг Катрі. Він також доводиться Катрі далеким родичем. Лінивий і не любить вчитися, але після знайомства з Катрі почав старанніше займатися. Дуже мужній.
Вяйньо Халме (яп. ベイネ・ハルマ, Беіне Харума)
Батько Мартті. За словами Юріса, батько Юріса і дідусь Вяйне були двоюрідними братами. Спершу був скупим, але познайомившись з Катрі, стає добрим до сім'ї Уконніемі. Вяйньо сказав, що Мартті почав вчитися завдяки Катрі, тому він дав Мартті 10 рублів, річний оклад в резиденції Райккола, і попросив передати їх Катрі.
Марі Халме (яп. マリ・ハルマ)
Сестра Мартті. Старша сестра Марти. Була суворою з Мартті і спершу ставилася до Катрі з підозрою, але потім стала добрішою до неї. Пізніше вона подарувала Катрі книгу «Знедолені» Віктора Гюго.
Топол (яп. トポル, Топору)
Швець, який ремонтував взуття на хуторі Халме. Він розповів Мартті про те, що на фермі Ряйккьоля шукають пастуха.
Мілора (яп. ミローレ, Міро:ре)
Служниця на хуторі Халме.
Саша (яп. サーシャ, Са:ся)
Працівник на хуторі Халме.

### Хутір Ряйккьоля
Теему Ряйккьоля (яп. テーム・ライッコラ, Те:му Райккора)
Господар хутора Ряйккьоля. За словами його дружини, кесакейтто (що означає «літній суп») — його улюблена страва. Спершу він був злий, побачивши Абеля, оскільки вважав його непридатним для випасу корів, але наступного дня, побачивши Абеля за роботою, вибачився перед Катрі.
Улла Ряйккьоля (яп. ウッラ・ライッコラ, Урра Райккора)
Дружина Теему. Після ранньої смерті своєї дочки Леени вона втратила розум і часто поводиться дивно. Любить млинці. Часто говорить Катрі, що тій варто в майбутньому стати господаркою.
Віхторі (яп. ビヒトリ, Біхіторі)
Працівник на хуторі Ряйккьоля.
Аннелі (яп. アンネリ, Аннері)
Служниця на хуторі Ряйккьоля.
Еско (яп. エスコ, Есуко)
Дядько Теему.
Елна Ряйккьоля (яп. エルナ・ライッコラ, Еруна Райккора)
Дівчинка, яка пізніше народилася в Улли й Теему.
Гунілла (яп. グニンラ, Ґунінра)
Старенька, яка навчила Катрі в'язати. Живе в селі Турин, але щороку приїздить зимувати на ферму Ряйккьоля, щоб допомогти прясти пряжу і в'язати. Знає багато казок і завжди розповідає їх за роботою, що все дуже люблять.
Ханна (яп. ハンナ, Ханна)
Нова працівниця на хуторі, яка раніше вже працювала на хуторі Ряйккьоля. Насправді вона в змові з крадіями. Погано ставиться до Катрі і Абеля. Через бабусю Гунілли Ханні довелося покинути хутір Ряйккьоля, тому що бабуся Гунілла знала правду про неї.
Арно (яп. アルノ, Аруно)
Двоюрідний брат Теему.
Пекка (яп. ペッカ, Пекка)
Хлопчик, який працює пастухом на хуторі Пенттіля, по сусідству з хутором Ряйккьоля. Друг Катрі, дуже доброзичливий. З найпершої зустрічі ставився до Катрі як до сестри.
Хелена (яп. ヘレナ, Херена)
Двоюрідна сестра Мартті. Зарозуміла, не любить Катрі.
Мііна (яп. ミーナ, Мі:на)
Мати Хелени.
Аккі Ранта (яп. アッキ・ランタ, Аккі Ранта)
Студент університету, учасник руху за незалежність Фінляндії від Російської імперії, пізніше був арештований поліцією. Коли вперше зустрів Катрі, він процитував репліку Вяйнямьойнена до Айно з епосу «Калевала». Добрий до Катрі, подарував їй книги з літератури та математики. Пізніше став кореспондентом газети.

### Хутір Куусела
Лотта Куусела (яп. ロッタ・クウセラ, Ротта Куусера)
Господиня хутора Куусела. Виросла в місті і не вміє працювати на фермі. Залишає майже всю роботу по господарству на Вільямі, а сама займається вишивкою, яку потім продає в Швецію. Добра до Катрі. Після смерті свого чоловіка залишає свій хутір Вільямі та Алііне, а сама разом з Клаусом і Катрі їде в будинок своїх батьків у Турку.
Клаус Куусела (яп. クラウス・クウセラ, Кураусу Куусера)
Син Лотти. 4 роки. Любить грати з Катрі і Абелем, часто плаче.
Каарло Куусера (яп. カルロ・クウセラ, Каруро Куусера)
Чоловік Лотти. Військовий. Бере участь у війні проти Німеччини. Був поранений і помер у лікарні в Гельсінкі.
Хенрікка (яп. ヘンリッカ, Хенрікка)
Служниця на хуторі Куусела. Виконує роботу по дому і готує.
Алііна (яп. アリーナ, Арі:на)
Служниця на хуторі Куусела. Наречена Вільямі.
Вільямі (яп. ビリヤミ, Біріямі)
Старший брат Пеккі. Працівник на хуторі Куусела.
Емілія (яп. エミリア, Еміра)
Наречена Аккі. Зустрічає Катрі по дорозі в село Куорелісі. Навчається на медсестру. Коли Катрі їде в Турку, то вони також зустрічаються в поїзді.
Ласкі (яп. ラスキ, Расукі)
Швець. Прийшов на хутір Куусела, щоб виготовити взуття.
Куста (яп. クスター, Кусута:)
Учень Ласки, вчиться вже близько п'яти років. Вважав що у нього немає таланту до ремесла шевця, але Катрі повернула йому віру в себе.

### Місто Турку
Еліас Ліллак (яп. エリアス・リラク, Еріасу Ріраку)
Батько Лотти. Продає вишивку Лотти до Швеції.
Іінес (яп. イーネス, І:несу)
Сестра Еліаса, тітка Лотти. Рано овдовіла. Відтоді, як Лотта втратила свою матір, вона піклується про їхній будинок у Турку. Не любить Катрі й не вірить в її кмітливість. Потерпає через головний біль.
Сельма (яп. セルマ, Серума)
Служниця в будинку Еліаса в Турку.
Ноора (яп. ノーラ, Но:ра)
Кухарка в будинку Еліаса.
Саломон (яп. サロモン, Саромон)
Чоловік Ноори. Садівник.
Софія Нііланен (яп. ソフィヤ・ニーラネン)
Жінка-лікар. Працює в лікарні Святого Павла в Турку. Водить автомобіль.
Лео (яп. レオ, Рео)
Хлопчик з Турку, який допоміг Катрі знайти Клауса і Абеля, коли вони загубилися, після чого вони подружилися. Не дуже хороший в арифметиці.

## Список серій
1. Прощання
2. Друг
3. Весняна буря
4. Рішення
5. Розлука
6. Господар
7. Господарка
8. Нещастя
9. Прихильність
10. Обіцянка
11. Сварка
12. Лист
13. Чудовий подарунок
14. Перше запрошення
15. Несподівана зарплата
16. Загублена вівця
17. День полювання на вовків
18. Дві пожежі
19. Разом
20. Люди йдуть, люди приходять
21. Абель під прицілом
22. В очікуванні весни
23. Ведмідь і корова, хто сильніший?
24. Зустріч і прощання
25. Події на острові
26. Наш рятівник
27. Місто, що росте
28. Нове життя
29. Бачачи сни
30. Немов прекрасний лебідь
31. Книги поштою
32. Чарівна книга і диявол
33. Радість і печаль
34. У Гельсінкі
35. Батько і донька
36. Рішення господарки
37. Абель програв
38. Всі дороги
39. Свято в будинку Хальм
40. Подорожні
41. Люди з Турку
42. Книга з картинками без картинок
43. Катання на машині
44. Ненависне дівчисько
45. Довгий виснажливий день
46. Красиві речі
47. Сувенірна сумка
48. До школи
49. Мама повертається додому